# Пьери, Марио
Марио Пьери (итал. Mario Pieri; 22 июня 1860 — 1 марта 1913) — итальянский математик, известный своими работами по основаниям геометрии.

## Биография
Пьери родился в Лукке, Италия. Он был сыном Пеллегрино Пьери и Эрмины Люпорини. Пеллегрино был юристом. Пьери начал своё высшее образование в Болонском университете, где он привлёк внимание Сальваторе Пинкерле. Получив стипендию, Пьери перевёлся в Высшую нормальную школу в Пизе. Там он получил свою степень в 1884 году и устроился на работу в техническую среднюю школу в Пизе.
Когда появилась возможность преподавать проективную геометрию в военной академии в Турине, Пьери перешёл туда. К 1888 году он помогал преподавать этот предмет в Туринском университете. В 1891 году он получил степень libero docente в университете, преподавая курсы по выбору. Пьери преподавал в Турине до 1900 года, когда он получил степень экстраординарного профессора в Катанийском университете на острове Сицилия. В 1908 году он перешёл в Пармский университет и в 1911 году заболел. Пьери умер в Капаннори, недалеко от Лукки.
Геометрия положения фон Штаудта была высоко почитаемым текстом по проективной геометрии. В 1889 году Пьери перевёл её на итальянский. Его публикация включала исследование жизни и работы фон Штаудта, написанное Коррадо Сегре, инициатором проекта.
Пьери также подпал под влияние Джузеппе Пеано в Турине. Он участвовал в написании Formulario mathematico и Пеано способствовал опубликованию работ Пьери Академией наук Турина. Они разделяли страсть к сведению геометрических идей к их логической форме и выражению этих идей символически.
Пьери было предложено сделать доклад на Всемирном философском конгрессе в 1900 году в Париже. Так как в этом году он переехал из Турина на Сицилию, он отказался от посещения конгресса, но отправил статью «Sur la Géométrie envisagée comme un système purement logique», которая была представлена Луи Кутюра. Эти идеи были также развиты Алессандро Падоа как на этом конгрессе, так и на Международном конгрессе математиков, также проходившем в Париже в этом году.
В 1900 году Пьери написал Monographia del punto e del moto, в которой для формулировки аксиом геометрии используется только два элементарных понятия — точка и движение. Исследования по основаниям геометрии привели к новой формулировке в 1908 году в мемуаре «Точка и сфера». Смит (2010) описывает его как

полную аксиоматизацию евклидовой геометрии, базирующуюся только на примитивных понятиях точки и равенства расстояний от двух точек N и P до третьей точки O, записываемого как ON = OP.
Оригинальный текст (англ.)a full axiomatization of Euclidean geometry based solely on the primitive concepts «point» and «equidistance» of two points N and P from a third point O, written ON = OP.

Мемуар был переведён на польский в 1915 году. Молодой Альфред Тарский видел этот текст и продолжил программу Пьери, как это описывает Смит.
В 2002 году Авеллон, Бригаглиа и Заппулла дали современную оценку вклада Пьери в геометрию:

Работа Пьери оказала большое влияние. Б. Рассел и Л. Кутюра высоко оценивали его как основоположника математики как гипотетической и дедуктивной науки. Его точность, строгость и аналитическая ясность были непревзойдёнными среди итальянских геометров, возможно, за исключением Пеано.
Оригинальный текст (англ.)Pieri's work was very influential. B. Russell and L. Couturat rightly regarded him as the founder of mathematics as a hypothetical-deductive science. His precision, his rigour, and his analytical clarity are unrivaled by other Italian geometers, perhaps with the exception of Peano.

Собрание работ Марио Пьери было опубликовано Итальянским математическим союзом в 1980 году под названием Opere sui fondamenti della matematica.